# アンディ・フレイザー
アンディ・フレイザー（Andy Fraser、1952年7月3日 - 2015年3月16日）は、イングランドのソングライターにしてベーシストである。そのキャリアは40年以上にわたり、1968年に15歳で見出されて加入したロック・バンド、フリーのメンバーとなった2度の期間が含まれている。

## 略歴

### ピークの年代（1960年代-1970年代）
フレイザーはロンドン中心部のパディントン地区で生まれ、5歳でピアノを始めた。ギターに切り替えた12歳まではクラシックを学ばされていた。13歳に至るまでに、イーストエンドのウェスト・インディアンにある複数のクラブで演奏するようになり、1968年に15歳で退学となった後、ハマースミス継続教育大学に入学した。そこで、同じ学生であったサッフォ・コーナーが彼女の父親に紹介し、ブルースの先駆者でラジオ・パーソナリティーでもあったアレクシス・コーナーが、彼にとって父親的存在となった。その後まもなく、ベーシストを探していたジョン・メイオールから電話を受けたコーナーは、フレイザーを提案した。当時まだ15歳で、プロのバンドに所属して、週に50ポンドを稼ぐこととなったが、最終的には短い在籍期間であることが判明した。
コーナーはまた、ポール・ロジャース（ボーカル）、ポール・コゾフ（ギター）、サイモン・カーク（ドラム）で構成された影響力のあるバンド、フリーへと向かうフレイザーの次の動きに尽力した。フレイザーは、ロジャースと「オール・ライト・ナウ」をプロデュースして共同で作曲。これが、20以上の地域でナンバー1ヒット曲となり、1989年後半までにアメリカで100万回以上のラジオ・プレイを獲得したことが、1990年にASCAPから認められた。2006年10月、「オール・ライト・ナウ」が300万回以上もラジオやテレビ番組で流されたとして、BMIのロンドン・ミリオン・エア・アワードがロジャースとフレイザーに与えられた。サイモン・カークは、「『オール・ライト・ナウ』はダーラムでのひどいギグの後に作られたんだ。我々はショーを終えると、自分たちの足音とともにステージを降りた。ドラムライザーを離れる前に、もう拍手は消えていたんだ。つまり、ショーを終わらせるには、よりロックなナンバーが必要だってことが明らかにされたってわけだ。そのとき、突然インスピレーションがフレイザーを襲ったようで、彼は『オール・ライト・ナウ』って歌い始めた。そしてドレッシング・ルームに座り込んですぐにそれを書いたんだ。10分もかからないくらいのことだったよ」と後に語った。
フレイザーはまた、他の2つのヒット・シングル「My Brother Jake」と「スティーラー」を共同で作曲した。フリーは1971年に最初に分裂することとなり、フレイザーはギタリストのエイドリアン・フィッシャー（後にスパークス）、ドラマーのスタン・スピークとのトリオ、トビーを結成した。マテリアルはレコーディングされたもののリリースされず、フレイザーは1971年12月、フリーに再び加わった。そして1972年6月に2度目の脱退となる。
フリーを脱退した後、フレイザーはボーカリストのスニップス（後のベイカー・ガーヴィッツ・アーミー）、ギタリストのクリス・スペディング、ドラマーのマーティ・サイモンとシャークスを結成した。とりわけスペディングの趣味の良いギター作品（クロウダディ・リードのレビュー、Bruce Malamut Vol.27、1973年）で、批評家たちに好評だったにもかかわらず、フレイザーはデビュー・アルバム『ファースト・ウォーター』（1973年）の後に脱退した。
その後、アンディ・フレイザー・バンドを結成。これは、ドラムにキム・ターナー、キーボードにニック・ジャッドを迎えたトリオである。彼らは2枚のアルバム『アンディ・フレイザー・バンド』と『...In Your Eyes』をどちらも1975年にリリースしたが、注目はされなかった。フランキー・ミラーとバンドを結成する試みが無に帰すと、フレイザーは作詞作曲に専念するためカリフォルニアへと転居した。彼はロバート・パーマー、ジョー・コッカー、チャカ・カーン、ロッド・スチュワート、ポール・ヤングのヒット曲を作り上げた。
フレイザーの最も有名な作曲作品は、「オール・ライト・ナウ」と、ロバート・パーマーが1978年に彼のアルバム『ダブル・ファン』のために録音した「Every Kinda People」である。

### その後（1980年代-2015年）
1984年に、フレイザーは自身の新しいアルバムをリリースした。そのアルバム『ファイン・ファイン・ライン』は、元バック・ストリート・クローラーのドラマーであったトニー・ブロウネイジェル、ボブ・マレット（キーボード）、マイケル・トンプソン（ギター）、デイヴィッド・ファラガー（ベース）をフィーチャーし、フレイザーはボーカルを提供した。アルバムの曲の1つである「Do You Love Me」（ベリー・ゴーディ・ジュニアが書いた曲のカバー）は、Billboard Hot 100で5週間チャートインし、1984年3月に82位というピークに達した。
HIVと診断された後、エイズの流行が始まるまでは非常にまれであった癌の一種であるカポジ肉腫と診断された。この時系列は、フレイザーが同性愛者であるというその後の暴露によって疑問視された。「ウッドストック'94」で元フリーの同僚であるポール・ロジャースとベースを演奏したが、それ以外は、新作アルバム『Naked... And Finally Free』が登場する2005年まで目立った活動はなかった。ニュー・アルバムのリリース時に、フレイザーはDMEウェブサイトにて、ドミトリー・M・エプスタインからインタビューを受け、次のように明らかにした。「正直なところ、自分をベーシストだとは思っていませんでした。実際に使用したのがベースだけだっただけなんです。私たちのスクール・バンドで、他の子供たちは、歌手、ドラマー、またはギタリストになりたいと思っていたんです。私はいつも自分自身を、すべてを機能させるために必要なことは何でもしてやろうと思っていました。それが助けになりました」。
2006年初頭、『Vintage guitar』誌で、トム・ゲラがフレイザーとの包括的なインタビューを行い、彼のキャリアや、影響、楽器について取り上げた。4月、フレイザーは5月4日に南カリフォルニアのテメキュラ・コミュニティ・アーツ・シアターで2回のレアなライブ・ショーを行うと発表することで、彼の音楽に対する関心の復活に応えた。8人組のバンドを伴ったショーは、1994年のウッドストックでの再会ライブ以来となるライブ・パフォーマンスであった。
2008年、彼はバラク・オバマをアメリカ合衆国大統領に選出するキャンペーンを支援するために「Obama (Yes We Can)」という曲を書いて歌った。
フレイザーによって設立されたマックトラックス・インターナショナルは、2005年にカリフォルニアのマックトラックス・インターナショナル・コーポレーションとして法人組織化された。本社は南カリフォルニアにあり、マックトラックス・インターナショナルとその子会社であるマックストラックスメディア、マックストラックスモーション、マックストラックススタジオは、もともと彼の多作な作詞作曲の拠点として設立されたものだった。
2010年5月、フレイザーはBBC Twoのドキュメンタリー・シリーズ『ロックンロール』のインタビューを受けた。このプロジェクトには、イギリスの音楽番組でアンカーマンを務めるマーク・ラドクリフがナレーションを付けた5部構成のドキュメンタリーに加えて、オンラインおよびラジオのコンテンツが含まれている。「ドキュメンタリーは、ザ・フー、ポリス、ドアーズ、ボン・ジョヴィ、フー・ファイターズなど、過去50年間における最も偉大なバンドたちの成功を解説することを目的としています」。
2013年半ば、フレイザーはイギリスでの短い日程で、弟子的な存在であるトビー・アーンショーのバンドのベーシストとしてサポート役を務めた。トビー・アーンショーとフレイザーに同行したのは、ベテランの同胞でギタリストのクリス・スペディングであった。フレイザーは、多くのアルバムでアーンショーをプロデュースし、また指導した。

### その死
フレイザーは、2015年3月16日にカリフォルニアの自宅でアテローム性動脈硬化症による心臓発作で亡くなった。娘のハンナ・フレイザーとジャスミン・フレイザー、元妻のヘンリエッタ・フレイザーが遺族として遺された。

## ディスコグラフィ

### ソロ・アルバム
- 『アンディ・フレイザー・バンド』 - Andy Fraser Band (1975年) ※旧邦題『フリーからの旅立ち』
- ...In Your Eyes (1975年)
- 『ファイン・ファイン・ライン』 - Fine Fine Line (1984年)
- Naked... And Finally Free (2005年)
- On Assignment (2015年)

### フリー
- 『トンズ・オブ・ソブス』 - Tons Of Sobs (1969年)
- 『フリー』 - Free (1969年)
- 『ファイアー・アンド・ウォーター』 - Fire And Water (1970年)
- 『ハイウェイ』 - Highway (1970年)
- 『フリー・ライヴ』 - Free Live! (1971年) ※ライブ
- 『フリー・アット・ラスト』 - Free At Last (1972年)
- 『ライヴ・アット・ザ・BBC』 - Live at the BBC (2006年) ※1968年-1971年のライブ

### シャークス
- 『ファースト・ウォーター』 - First Water (1973年)